# Portia Simpson-Miller
Portia Lucretia Simpson-Miller (ur. 12 grudnia 1945 w Wood Hall, region Saint Catherine) – jamajska polityk, premier Jamajki od 30 marca 2006 do 11 września 2007 oraz ponownie od 5 stycznia 2012 do 3 marca 2016. Przewodnicząca Ludowej Partii Narodowej od 2006.

## Życiorys
Portia Simpson-Miller urodziła się w 1945 w Wood Hall w jamajskim regionie Saint Catherine. Uczęszczała do szkoły podstawowej Marlie Hill Primary School oraz szkoły średniej St. Martin's High School. Ukończyła studia licencjackie z zakresu administracji publicznej na Union Institute & University w Stanach Zjednoczonych. Kształciła się również w dziedzinie informatyki, programowania oraz public relations. Uzyskała tytuł doctora honoris causa nauk humanistycznych na Union Institute & University. 
Karierę polityczną rozpoczynała na początku lat 70. w szeregach Ludowej Partii Narodowej (People's National Party, PNP). W 1974 została wybrana radną Kingston and St. Andrew Corporation, okręgu obejmującego regiony Kingston oraz Saint Andrew. W 1976 po raz pierwszy objęła mandat deputowanej do Izby Reprezentantów, który utraciła w 1983, kiedy PNP zbojkotowała wybory parlamentarne. W czasie pełnienia mandatu deputowanej zajmowała stanowiska sekretarza w kancelarii premiera oraz sekretarza w Ministerstwie Rządu Lokalnego. Po wyborach w 1989 ponownie objęła mandat w parlamencie z okręgu South West St. Andrew. W każdych kolejnych wyborach uzyskiwała reelekcję. 
W 1978 objęła funkcję wiceprzewodniczącej Ludowej Partii Narodowej, którą pełniła do 2006. Od 1983 do 1989 była rzeczniczką PNP ds. kobiet, rent i emerytów, bezpieczeństwa socjalnego oraz spraw konsumentów. Po zwycięstwie wyborczym PNP w 1989 weszła w skład rządów Michaela Manleya i Percivala Jamesa Pattersona, w których zajmowała stanowiska ministra pracy, opieki społecznej i sportu (1989-1993), ministra pracy i opieki społecznej (1993-1995), ministra pracy, bezpieczeństwa socjalnego i sportu (1995-2000), ministra turystyki i sportu (2000-2002) oraz ministra rządu lokalnego i sportu (od października 2002 do marca 2006). W czasie rządów Percivala Jamesa Pattersona kilkakrotnie przejmowała od niego obowiązki szefa rządu.
26 lutego 2006 została wybrana nową przewodniczącą Ludowej Partii Narodowej, zastępując na tym stanowisku premiera Pattersona, który zrezygnował z funkcji z powodu kierowanych pod adresem jego rządu oskarżeń o korupcję. W głosowaniu pokonała ministra bezpieczeństwa narodowego Petera Phillipsa stosunkiem głosów 1775 do 1538. W rezultacie, 30 marca 2006, jako pierwsza kobieta w historii, objęła stanowisko premiera Jamajki. W swoim rządzie została również ministrem obrony narodowej, ministrem ds. kobiet oraz ministrem sportu.
W wyborach parlamentarnych 3 września 2007 Ludowa Partia Narodowa poniosła pod jej przywództwem porażkę, zdobywając 27 mandatów, podczas gdy opozycyjna Jamajska Partia Pracy na czele z Bruce'em Goldingiem uzyskała 33 mandaty w Izbie Reprezentantów. Początkowo Simpson-Miller nie chciała zaakceptować przegranej PNP, skarżąc się na nieprawidłowości wyborcze, w tym kupowanie głosów i łamanie prawa wyborczego przez konkurentów politycznych. Ostatecznie zaakceptowała jednak wynik wyborów. W rezultacie, 11 września 2007 opuściła stanowisko szefa rządu, stając na czele opozycji w parlamencie.
5 grudnia 2011 premier Andrew Holness rozwiązał parlament i wyznaczył datę wcześniejszych wyborów do parlamentu na 29 grudnia 2011. W wyborach tych Ludowa Partia Narodowa odniosła zwycięstwo, zdobywając 42 spośród 63 miejsc w Izbie Reprezentantów. Pozostałe mandaty przypadły Jamajskiej Partii Pracy. 5 stycznia 2012 Portia Simpson-Miller po raz drugi objęła stanowisko premiera Jamajki i pełniła je do 3 marca 2016 roku Wśród jej deklaracji znalazła się zapowiedź podjęcia działań na rzecz zniesienia monarchii na Jamajce i wprowadzenia w zamian ustroju republikańskiego. 